# Reserva militar
Uma força militar de reserva ou reserva militar é um conjunto de tropas disponível para lutar ou ser convocado em caso de guerra ou urgente necessidade. As forças militares são organizações militares compostas por cidadãos de um país que combinam uma carreira militar com uma carreira civil. Eles não são normalmente mantidos "sob armas" e seu papel principal é estar disponível para lutar quando uma nação se mobiliza para guerra total ou para defender contra a invasão. Forças de reserva não são geralmente consideradas parte de um corpo permanente de forças armadas. A existência de forças de reserva permite que uma nação possa reduzir seus gastos militares em tempo de paz, ao mesmo tempo em que mantém uma força pronta para a guerra. É análogo ao modelo histórico de recrutamento militar antes da era dos exércitos permanentes.
Em alguns países, como o Canadá, Estados Unidos, Espanha e Reino Unido, os membros das forças de reserva são civis que mantêm habilidades militares por formação, normalmente uma semana por mês. Podem fazê-lo como indivíduos ou como membros de regimentos de reserva, por exemplo, o Exército Territorial do Reino Unido. Em alguns casos, uma milícia ou guarda pessoal poderia constituir parte de uma força militar da reserva, como o Guarda Nacional dos Estados Unidos.
A reserva militar é diferente de uma formação de reserva, às vezes chamado de militar da reserva, um grupo de pessoas ou unidades militares não comprometidos com uma batalha por seu comandante de modo que eles estão disponíveis para fazer face a situações imprevistas, fortalecer as defesas, ou explorar oportunidades.

## Brasil
No Brasil, os reservistas são formados através do serviço militar obrigatório, que prepara tanto os praças como os oficiais que farão parte dessa força. Os oficiais da reserva são formados em unidades especiais, os Centros e Núcleos de Preparação de Oficiais da Reserva (CPOR e NPOR). São também reservas militares os efetivos dos Tiros de Guerra, Polícias Militares e Corpos de Bombeiros Militares do Brasil. O idealizador do serviço militar brasileiro foi o tenente-coronel Luís de Araújo Correia Lima, fundador do primeiro CPOR, no Rio de Janeiro, em 1927, e considerado o Patrono da Reserva Brasileira. Os integrantes da Marinha Mercante são considerados como reserva da Marinha do Brasil, e os pilotos civis, como reserva da Força Aérea Brasileira.
Também fazem parte da reserva os  militares de carreira que passaram à inatividade (em termos militares, diz-se que foram transferidos para a reserva remunerada) com menos de 65 anos de idade. Ao completarem 65 anos, eles deixam de integrar a reserva e são reformados, isto é, não podem mais ser convocados, mesmo em caso de guerra.
Em 1939 o então Presidente da República, Getúlio Vargas, resolveu instituir o “Dia do Reservista”, por considerar:
- Que era conveniente reavivar, nos Reservistas, a lembrança da época em que serviram à Pátria, no Exército ou na Armada;
- Que a perfeita estrutura das Forças Armadas se fundamenta no Serviço Militar Obrigatório, ferrenhamente defendido pelo cidadão Olavo Bilac; e
- Que se ressalta a cooperação civil necessária ao engrandecimento das Forças Armadas.

Foi também estabelecido que esse dia seria comemorado em 16 de dezembro, data do nascimento do poeta Olavo Bilac, inspirador da Lei do Serviço Militar.